# Antun Branko Šimić
Antun Branko Šimić (ur. 18 listopada 1898 w Drinovci koło Grude, zm. 2 maja 1925 w Zagrzebiu) – chorwacki poeta (ekspresjonista) i krytyk literacki, pochodzący z Bośni i Hercegowiny. Wydawał czasopisma: Vijavica (cztery wydania) i Juriš (trzy wydania) poświęcone sztuce i kulturze. W 1924 wydał w Zagrzebiu kilka numerów czasopisma Književnik. Ożenił się z poznaną na fakultecie filozofii Tatjaną Marinić, której poświęcił swój jedyny wydany za życia (w 1920) tomik poezji Preobraženja. Zmarł z powodu gruźlicy w zagrzebskim szpitalu, w wieku niespełna 27 lat. W swej twórczości, pisanej wierszem wolnym, dążył do maksymalnej zwięzłości opisu. Głównym tematem jego zainteresowań było dążenie do poznania sensu życia i nieuchronnej śmierci, a także samotność gnębiąca człowieka w wielkim mieście.